# Gerold Tietz
Gerold Tietz (* 27. November 1941 in Horka b. Dauba, Böhmen; † 24. Juli 2009 in Esslingen am Neckar) war ein deutscher Schriftsteller.

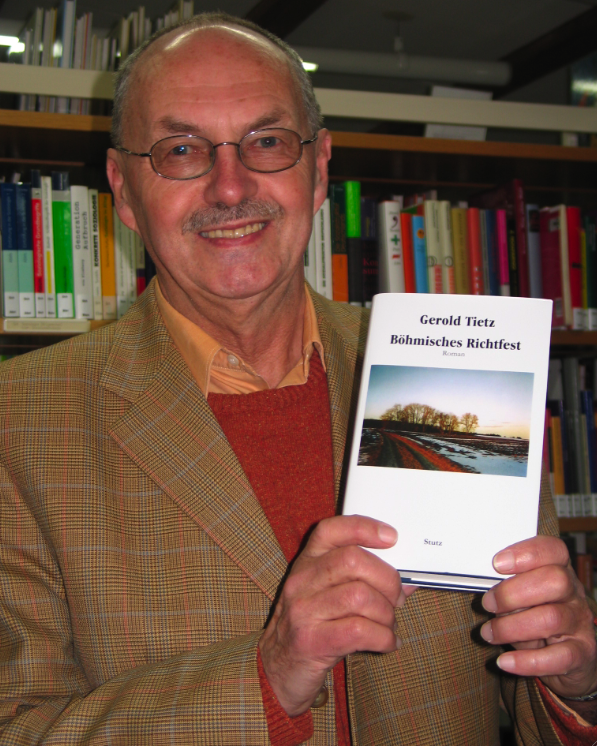
Gerold Tietz bei der Präsentation seines Werks 'Böhmisches Richtfest' (2007)

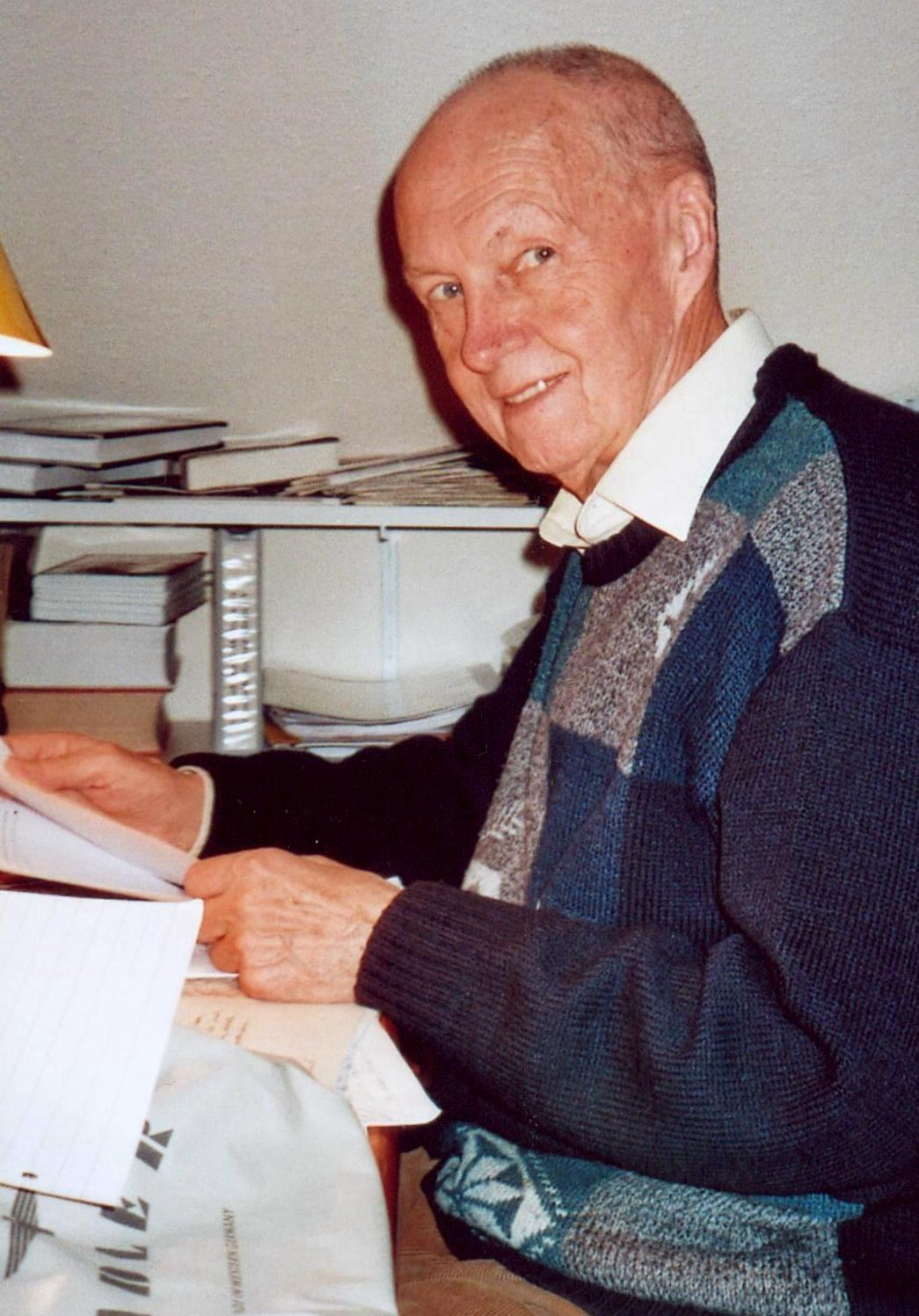
Gerold Tietz an seinem Schreibtisch in Esslingen (2008)

## Leben
Gerold Tietz stammte aus dem Böhmischen. Von dort kam er als Kind nach der Vertreibung zunächst nach Bayern und später nach Baden-Württemberg. Er studierte Geschichte, Politik und Französisch in Tübingen, Berlin und Paris. Gerold Tietz war promovierter Historiker. Die letzten Jahrzehnte lebte er in Esslingen am Neckar und unterrichtete als Gymnasiallehrer in Wendlingen. 1989 veröffentlichte er sein erstes Buch. 2006 erhielt er den ersten Preis der Esslinger Künstlergilde für Prosa und wurde in die Sudetendeutsche Akademie der Wissenschaften und Künste gewählt. 2007 erhielt er den Sudetendeutschen Kulturpreis für Literatur.
Seine Ehefrau Anne Birk war ebenfalls Schriftstellerin. Das Ehepaar war kinderlos; Anne Birk starb wenige Tage nach ihrem Mann am 29. Juli 2009.

## Werke
Gerold Tietz schrieb den Prosaband Satiralien – Berichte aus Beerdita (1989) sowie die vier in engem inhaltlichem Zusammenhang stehenden Romane Böhmische Fuge (1997), Große Zeiten – kleines Glück (2005), Böhmisches Richtfest (2007) und Böhmische Grätschen (2009). Die Fortsetzung des Buchs Große Zeiten – kleines Glück wurde nicht mehr zu seinen Lebzeiten veröffentlicht, jedoch postum (2021) als Doppel-Roman, welcher auch eine Neuauflage des ersten Romanbands von 2005 enthält.
Die Böhmische Fuge wurde 2005 von Lucy Topoľská unter dem Titel Česká fuga ins Tschechische übersetzt. Die Übersetzung von Böhmische Grätschen konnte zu Lebzeiten nicht mehr fertiggestellt werden, wurde aber 2012 postum unter dem Titel České kotrmelce herausgegeben.

## Trivia
Die Böhmische Fuge ist mit Tuschezeichnungen des Esslinger Malers Georg Koschinski bebildert.
Das Kapitel Annas Himmelfahrt aus dem Werk Böhmisches Richtfest wurde vom Komponisten Dr.Dietmar Gräf als Melodram vertont und zusammen mit dem Malinconia-Ensemble 2008 in Bad Wörishofen uraufgeführt.
Das Titelbild der Böhmischen Grätschen stammt von Jindrich Streit, einem der bedeutendsten zeitgenössischen Dokumentarfotografen Tschechiens.